# Fujigen

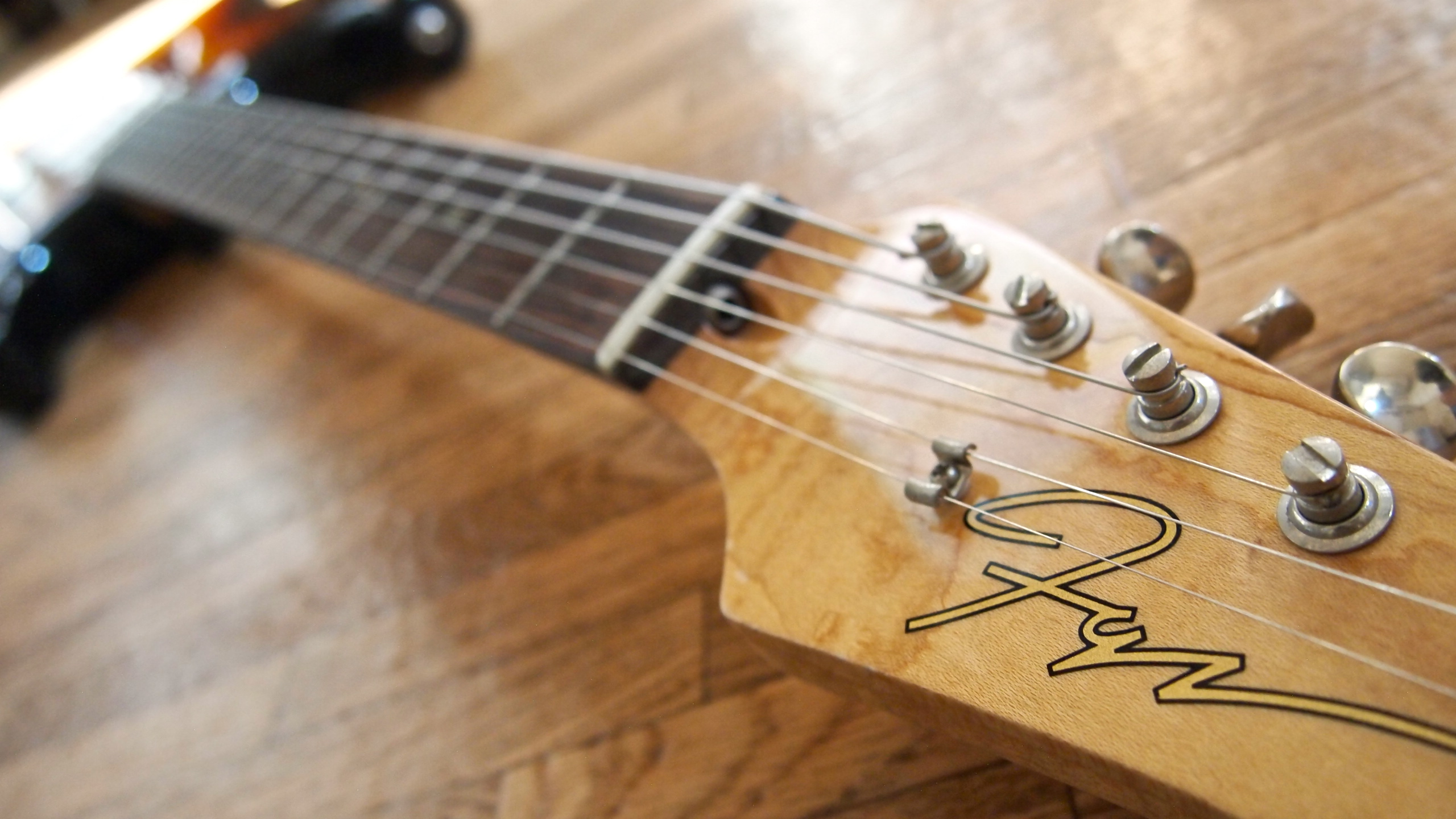
Gitarre von Fujigen mit Logo

Fujigen K.K. (jap. フジゲン株式会社, Fujigen Kabushiki-gaisha) ist ein japanischer Instrumentenhersteller.
Die bekanntesten Marken, die hier gefertigt werden, sind Ibanez und Fender.  

## Geschichte
Das Unternehmen wurde im Mai 1960 von Yūichirō Yokouchi (横内 祐一郎, Yokouchi Yūichirō) und seinem Freund Yutaka Mimura (三村 豊, Mimura Yutaka) in einem ehemaligen Kuhstall in Matsumoto in der japanischen Präfektur Nagano gegründet. Zuerst wurden Violinen gefertigt, bald darauf wurde auf klassische Gitarren umgestellt. Das Stammkapital des Unternehmens betrug 1.000.000 Yen. Schon im darauffolgenden Jahr wurde eine neue Fabrik gebaut und die Herstellung von klassischen Gitarren im oberen Preissegment begonnen. Das Unternehmen hieß damals Fuji Gengakki K.K. (富士弦楽器製造株式会社, dt. „Fuji-Saiteninstrumente“).
Ab Oktober 1962 wurden auch E-Gitarren gefertigt, ab 1972 auch für die Marken Ibanez, Greco und Yamaha. Als Joint-Venture mit Roland wurde 1977 ein Gitarrensynthesizer entwickelt. 1981 wurde die Produktion von Akustik-Gitarren wieder eingestellt. 
Seit April 1982 wurde zusätzlich für die Marken Fender und Squier produziert. 
Im April 1989 kürzte man den Unternehmensnamen ab und verwendete nach dem Vorbild anderer japanischer Unternehmen wie Yamaha oder Honda die Katakana-Schreibweise フジゲン statt der Kanji 富士弦.